# Leandro N. Alem (departamento de Misiones)
| Departamento Leandro N. Alem | Departamento Leandro N. Alem |
| ---------------------------- | --- |
| País:                        | Argentina |
| Província:                   | Misiones |
| Capital:                     | Leandro N. Alem |
| Superfície:                  | 1.070 km² |
| População:                   | 41.670 (IDEC - 2001) |
| Densidade: 35,16 hab/km²     | |
| Altitude:                    | |
| Localização:                 | |
| Municípios:                  | - Almafuerte - Arroyo del Medio - Caá Yarí - Cerro Azul - Dos Arroyos - Gobernador López - Leandro N. Alem - Olegario Víctor Andrade |
| Web:                         | |
| Localização na província     | |
| Departamento                 | |

Leandro N. Alem é um departamento da Argentina, localizado na província de Misiones.